# Anton Aloys Brandenberg
Anton Aloys Brandenberg (* 29. April 1853 in Zug; † 5. Februar 1942 in Rom) war ein Schweizer Bildhauer.

## Leben und Werk
Brandenberg war Sohn von Michael Georg Alois. Nach einer Steinhauerlehre in Zug belegte er Zeichnen und Bildhauerei am Polytechnikum Zürich. 1873 besuchte er in München die Kunstgewerbeschule und das Atelier Niesen. Von 1873 bis 1876 weilte er in Laas (Tirol) beim Bildhauer Carl Johann Steinhäuser und kehrte darauf nach München zurück. 1878 war er in Karlsruhe, danach bis 1881 an der Kunstakademie Dresden. Brandenberg arbeitete am Niederwalddenkmal bei Rüdesheim am Rhein (Hessen) mit. Vor seiner Übersiedlung nach Rom studierte er 1890 an der Kunstakademie Wien.
In St. Oswald in Zug befinden sich Brandenbergs Figurengruppe Pietà sowie Der gute Hirte. Neben Grabmälern und Bildnisbüsten schuf Brandenberg mehrere nicht ausgeführte Entwürfe, u. a. Wilhelm Tell, Adrian von Bubenberg und Peter Kolin.